# Old Wye Bridge
Most Old Wye Bridge nebo Town Bridge at Chepstow, historicky známý také jako Chepstow Bridge, překračuje řeku Wye mezi hrabstvími Monmouthshire ve Walesu a Gloucestershire v Anglii, nedaleko hradu Chepstow. Ačkoli na tomto místě stály již dříve dřevěné mosty, a to již od normanských dob, současný silniční most byl postaven z litiny v roce 1816 v období regentství(1811–1820) a Johna Rastricka z Bridgnorthu, který výrazně upravil dřívější plány Johna Rennieho.
Most překonává řeku s jedním z nejvyšších přílivů na světě. Až do ruku 1988 vedla po něm hlavní silnice A48 mezi Newportem a Gloucesterem, kdy byl po proudu vedle železničního mostu Chepstow otevřen nový silniční most. Silniční most nyní převádí místní dopravu mezi Chepstowem a Tutshillem. Je to památkově chráněná stavba I. stupně.

## Dřívější mosty
Před římskou dobou se řeka Wye křižovala nejdále po proudu v Tinternu. Římané postavili přechod asi 1 km proti proudu řeky od současného mostu v Chepstow a předpokládá se, že se používal ještě několik století poté. Na gloucestershirské straně mostu stála malá nemocnice a kaple zasvěcená svatému Davidovi, která byla v roce 1573 popsána jako zničená. Některé pozůstatky římského mostu odhalil v roce 1911 Dr. Orville Owen při svých vykopávkách v korytě řeky.

## Kamenný a dřevěný most před rokem 1816
Poté, co Normané založili v Chepstowu (tehdy známém jako Striguil) hrad, byl přes řeku postaven dřevěný most v místě, kde se dnes nachází, nebo v jeho blízkosti. První zmínky o mostu v Chepstowu pocházejí z roku 1228. je známo, že dřevěný most byl několikrát nahrazen. Přestavbu ztěžoval rozsah přílivu a odlivu, který vyžadoval deset dřevěných pilířů vysokých 12 m, v té době pravděpodobně nejvyšších v zemi. Záznamy z roku 1399 jej popisují jako „slabý a zchátralý a na pokraji zániku” a nový most postavený v roce 1546 byl o necelých třicet let později popsán jako „upadlý do velké zkázy a rozkladu a pravděpodobně spadne”. V roce 1576 byl přijat zákon (první, který se výslovně týkal hrabství Monmouthshire), podle něhož hrabství Gloucestershire a Monmouthshire odpovídala za opravu svých polovin; existují záznamy o platbách, které hrabství Gloucestershire platilo na údržbu mostu až do 19. století.
Zanedbávání však pokračovalo a v roce 1605 se uvádí, že most byl opět „rozbitý, spadlý a zcela odnesený proudem…čímž je zmíněný průchod a silnice zcela odnesena…” Podle nové legislativy z tohoto roku bylo dohodnuto, že most bude udržován zvláštní daní „mostní peníze” vybíranou od obyvatel obou hrabství. Po následující dvě století každé hrabství jmenovalo inspektora odpovědného za oba konce mostu. Kromě jednoho kamenného pilíře uprostřed byl most celý postaven ze dřeva. Během občanské války v roce 1644 byl most záměrně zničen roajalisty, ale do roku 1647 byl obnoven. V roce 1703 byl vážně poškozen bouří a v roce 1738 opět velkou vodou, ale v obou případech byl opraven. William Cole o mostě v roce 1746 napsal, že je „nejlehčí v Anglii a nejvyšší od vody”. Návrh z roku 1768, aby se obě hrabství podělila o náklady na stavbu nového mostu, neuspěl, protože Monmouthshire – menší a méně prosperující hrabství než Gloucestershire – považovalo za nerozumné, aby platilo polovinu nákladů. V roce 1785 však byly dřevěné pilíře na monmouthshirské straně přestavěny na čtyři kamenné oblouky, ačkoli gloucestershirská polovina zůstala až do roku 1815 dřevěná.

## Most z roku 1816
V roce 1810 byl most opět prohlášen za „zchátralý” a nebezpečný a místní magistrát pověřil inženýra Johna Rennieho, architekta mostu Waterloo v Londýně, aby navrhl nový most. Rennieho návrhy s odhadovanými náklady 41 890 liber (v přepočtu 3 160 000 liber v roce 2021) byly považovány za příliš drahé, ale nakonec se k akci přistoupilo poté, co se v roce 1812 s dřevěným mostem srazila loď, která část mostu zdemolovala a způsobila smrt šesti lidí. Dne 13. dubna 1813 byl položen základní kámen nového mostu. V roce 1814 byla zakázka na stavbu mostu zadána bridgnorthské firmě Hazeldine, Rastrick & Co, za cenu 17 850 liber, což je méně než polovina Rennieho odhad.
Most navrhl John Rastrick ve stylu zřejmě inspirovaném dílem Thomase Telforda. Byl vyroben z litiny v pěti obloucích, odlitých v Bridgnorthu, se středním rozpětím 34,16 m, mezilehlými rozpětími 21,30 m a krajními rozpětími 10,37 m. Most byl otevřen 24. července 1816 s okázalou slavností.
Most je největším železným obloukovým silničním mostem, který se dochoval z prvního půlstoletí železných a ocelových konstrukcí, tedy z doby před technologickou inovací zavěšených mostů. Historik architektury John Newman jej popisuje jako „vrcholně elegantní kompozici pěti mělkých segmentových příhradových oblouků nesoucích mírně zakřivenou vozovku…. Tato nosná konstrukce spočívá na uklidňujícím silném zužujícím se pilíři z čtvercových kvádrů…”. Zdobné kování na mostě označuje hraniční bod mezi dvěma hrabstvími Gloucester a Monmouth. Litinové sloupy veřejného osvětlení byly zakoupeny od městské rady Sheffieldu a instalovány v roce 1969. Dne 24. března 1975 se most stal památkově chráněným objektem I. stupně.
Most nesoucí hlavní silnici mezi Gloucesterem a Jižním Walesem se stal známým úzkým místem a byl několikrát zpevněn. Poprvé byl most zpevněn v roce 1889 a v roce 1979 proběhla zásadní oprava konstrukce, kterou s výjimkou místní dopravy nahradil silniční most A48 otevřený v lednu 1988.
Most nyní převádí místní dopravu na silnici mezi Chepstowem a Tutshillem a na obou koncích je provoz řízen semafory. V roce 2015 byl na několik měsíců uzavřen pro automobilovou dopravu, a to kvůli údržbě k dvoustým narozeninám mostu v červenci 2016. Jeden z členů skupiny koordinující přípravu oslav označil most za „nejlepší georgiánský obloukový most z doby regentství ve Velké Británii a na světě” a navrhl, aby byl navržen na zápis na seznam světového dědictví. Oslavy dvoustého výročí zahrnovaly zopakování původního zahajovacího ceremoniálu s projevy místních občanských vůdců a sira Johna Armitta, prezidenta Institutu stavebních inženýrů.

## Popis
Pěti obloukový litinový most o celkové délce 113 m, šířce šest metrů, v době největšího přílivu je střed silnice čtyři metry nad hladinou vody, při odlivu 17,5 m a 19 m nad korytem řeky. Oblouky mají pět rovnoběžných žeber s radiálním mřížkovým vzorem. Žebra tvoří dvojice polovičních žeber, která se setkávají uprostřed oblouku. Pilíře a opěry jsou z postavené z hrubě opracovaného pískovce

## Galerie

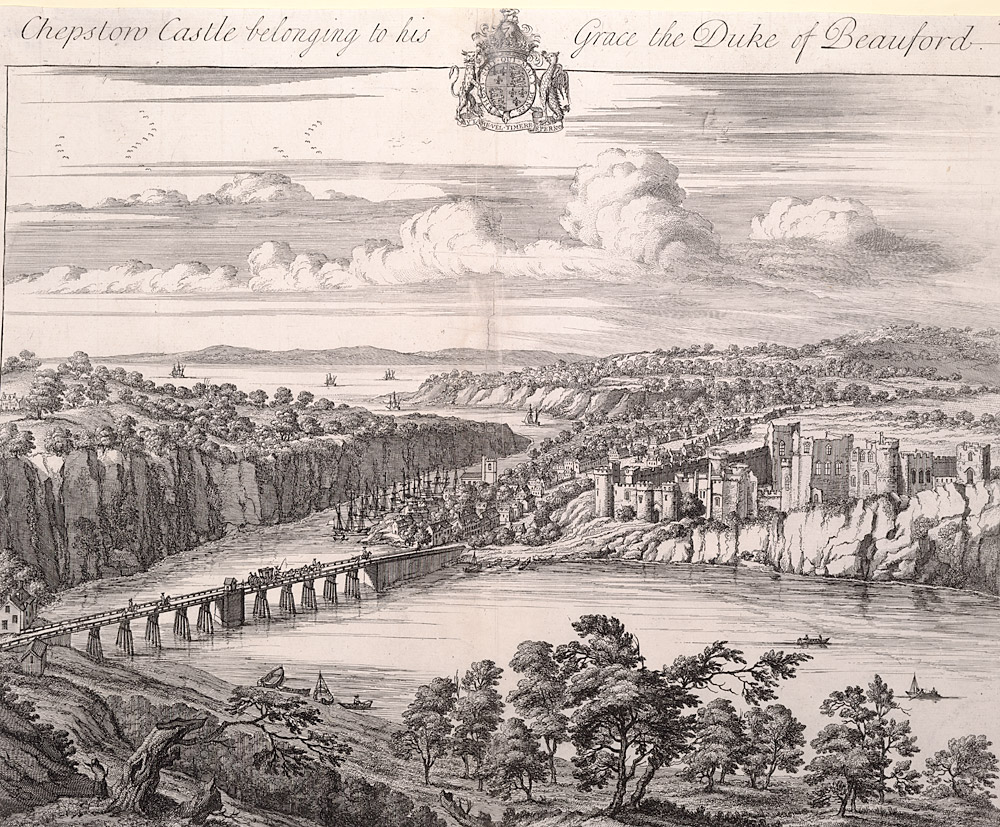
Most kolem roku 1707
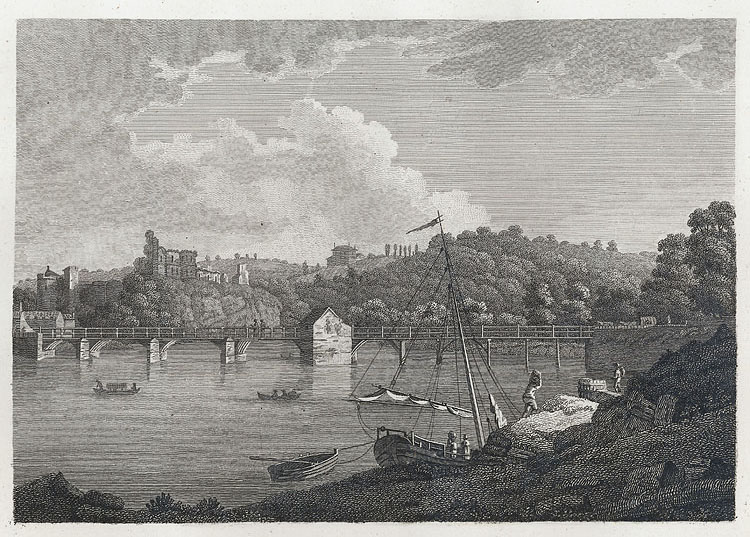
Dřevěný most před rokem 1816
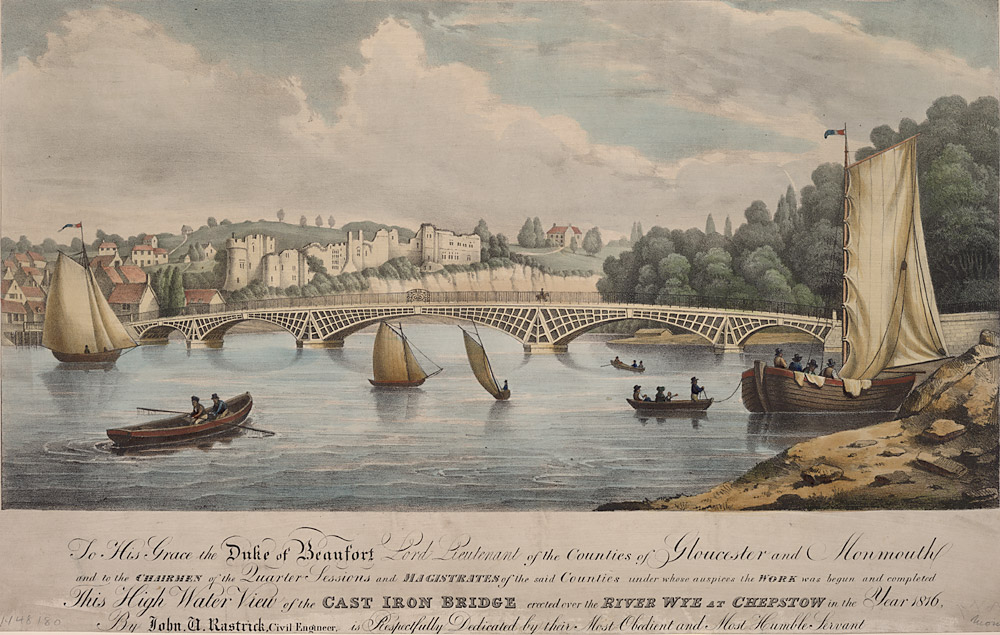
Pohled na most. Kolem roku 1820.
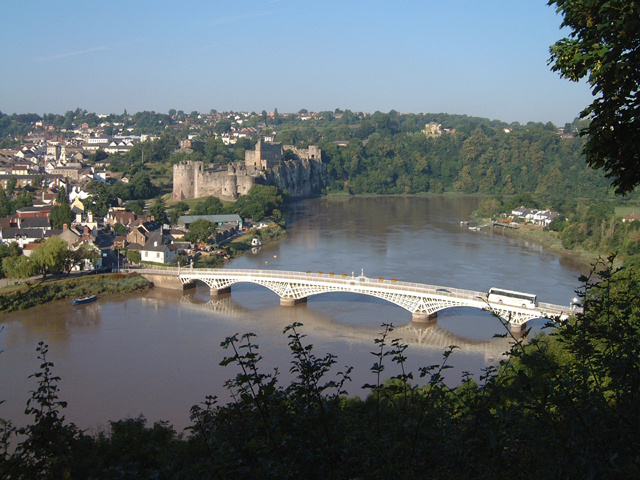
Most a hrad Chepstow, při pohledu z Tutshillu.
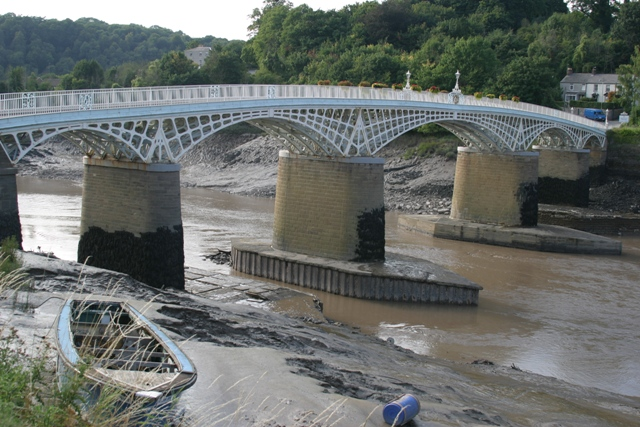
Most při odlivu
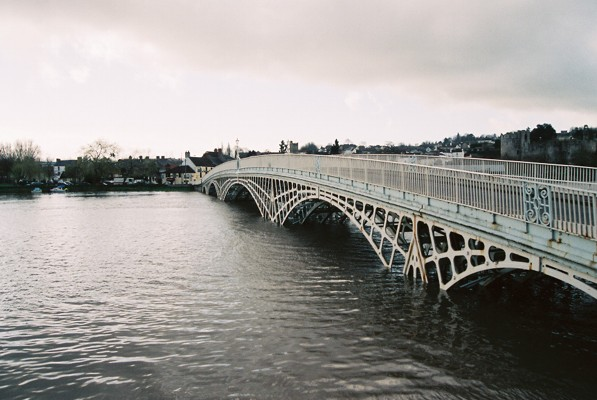
Most v době abnormálně vysokého přílivu
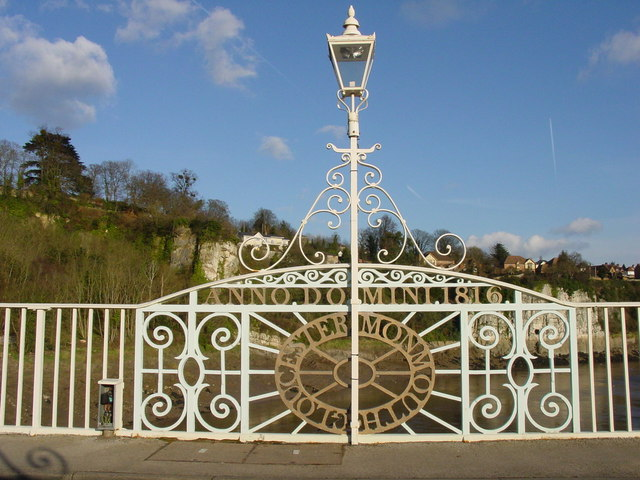
Dekorační litinové zábradlí ve středu mostu, zobrazující hraniční linii Monmouthshire-Gloucestershire
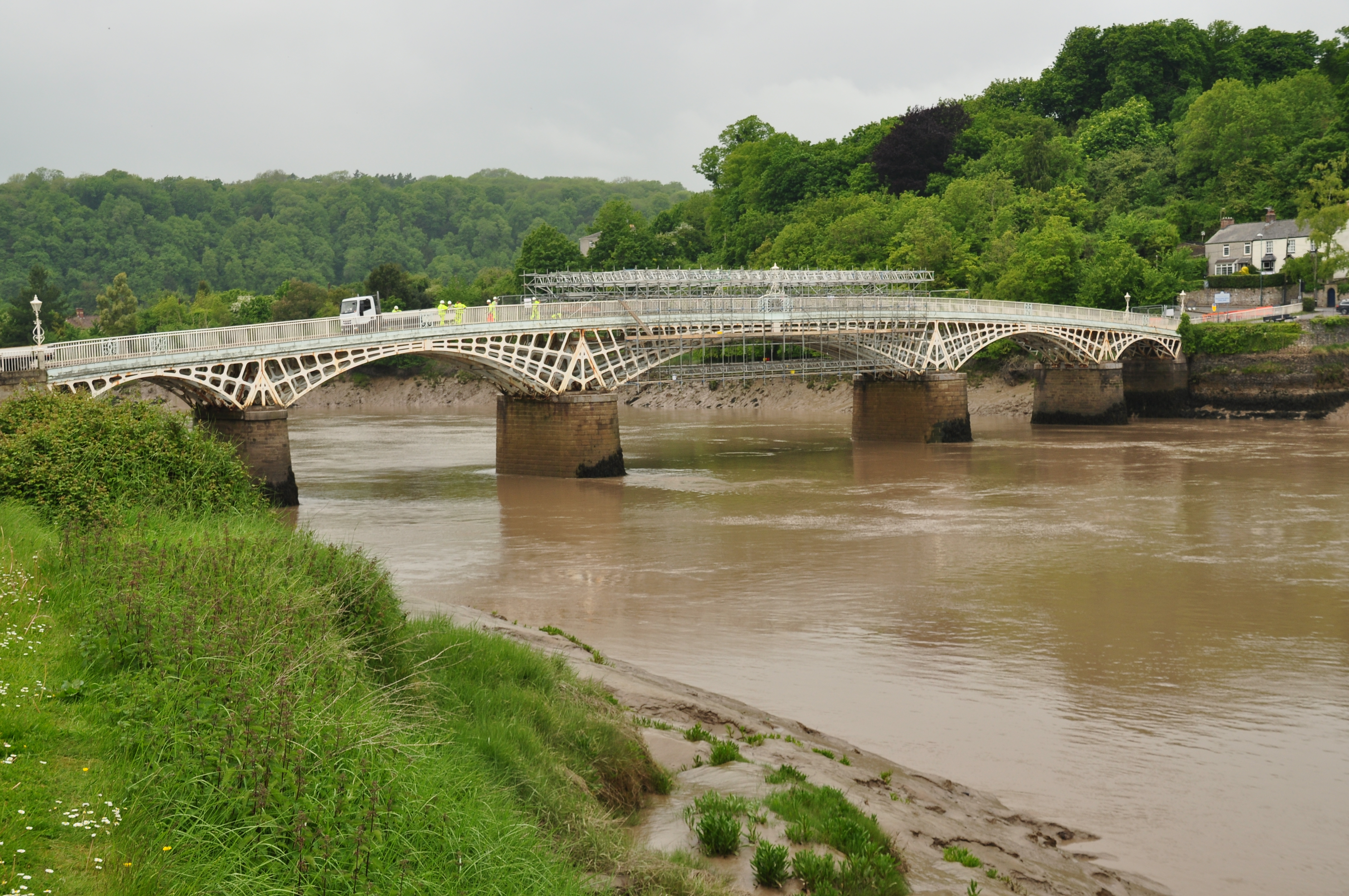
Oprava mostu v roce 2015
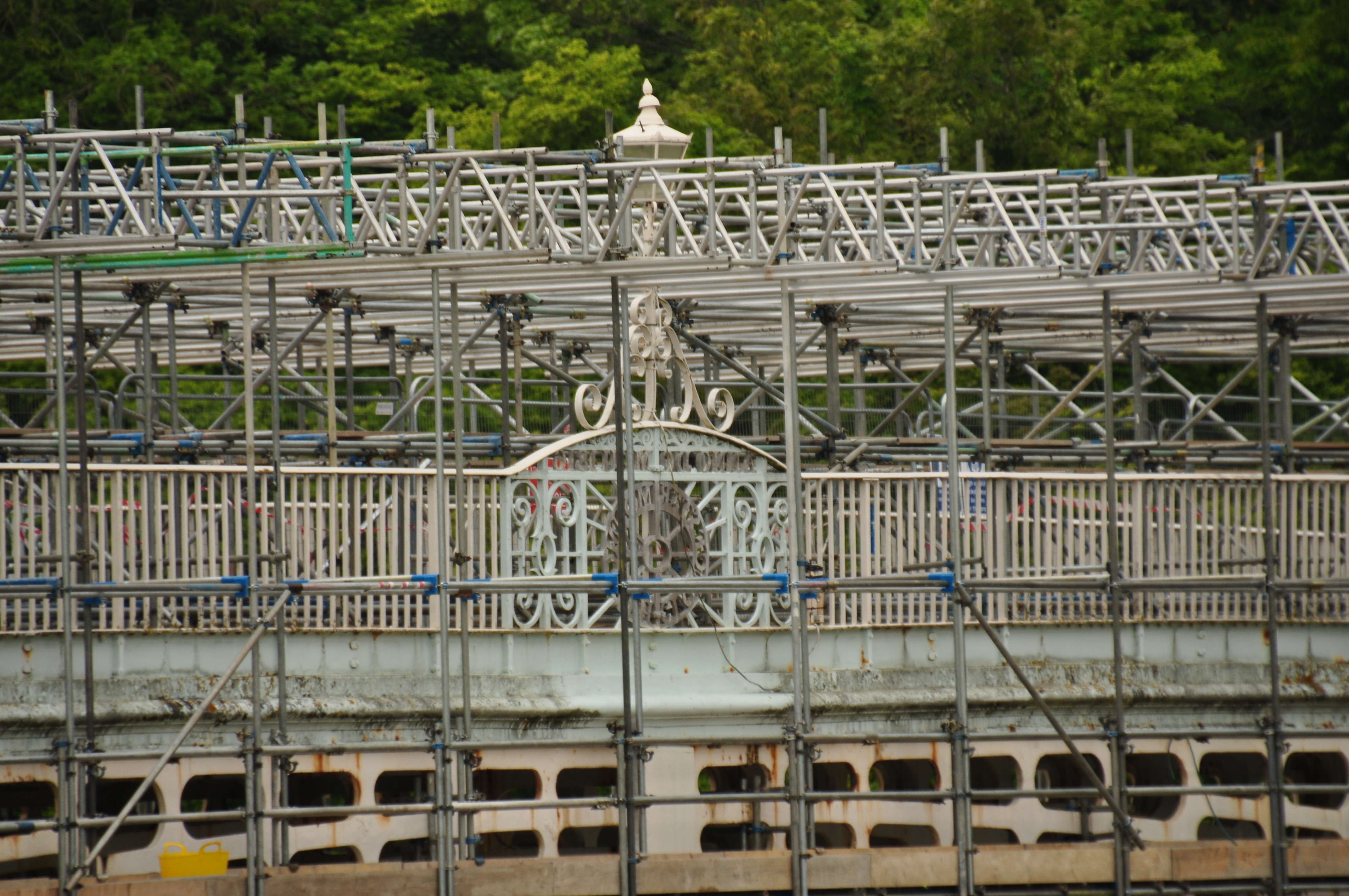
Oprava mostu v roce 2015, detail